# Exocarpos gaudichaudii
Exocarpos gaudichaudii (também chamado exocarpus de Gaudichaud ou hulumoa de Gaudichaud) é uma espécie de planta da família Santalaceae. É endémica no Havaí. Está ameaçada pela perda de habitat.